# Niels Christian Hansen

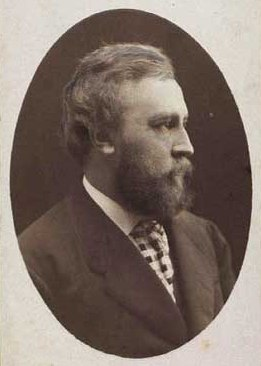
Niels Christian Hansen

Niels Christian Hansen (* 16. Dezember 1834 in Næstved; † 25. Oktober 1922 in Frederiksberg) war ein dänischer Maler und Porträtfotograf.

## Leben
Niels Christian Hansen war ein Sohn des Konditors und späteren Fotografen Carl Christian Hansen und dessen Ehefrau Henriette Christiane Koch. Er war der jüngere Bruder des Fotografen Georg Emil Hansen.
Ab 1851 studierte er an der Königlich Dänischen Kunstakademie Malerei.
1867 gründete er in Kopenhagen das Photo-Atelier Hansen, Schou & Weller, das zwei Jahre später zum dänisch-königlichen Hoflieferanten ernannt wurde.
Er wurde auf dem Kopenhagener Garnisonsfriedhof begraben.